# Модра ријека
Модра ријека је први студијски албум групе Индекси. Снимљен је 1978. године, после 16 година постојања групе.

## Списак песама
1. Модра ријека
2. Благо
3. Брод
4. Море
5. Запис о земљи
6. Слово о човјеку
7. Пустиња
8. Море II
9. Модра ријека

Прва и последња песма на том албуму је "Модра ријека", с тим што је прва верзија песме у ствари рецитација. Без музике је такође и песма "Запис о земљи". Ове две песме рецитује хрватски и југословенски глумац Фабијан Шоваговић. Песма "Море II" је инструментална композиција, а сви остали текстови су у ствари песме Мак Диздара.